# Битва при Фюрте
Битва при Фюрте (швед. Slaget vid Fürth) или Битва при Альтен-Фесте (нем. Schlacht an der Alten Veste) — сражение шведского периода Тридцатилетней войны, произошедшее у городка Фюрт 3 сентября 1632 года между имперскими войсками Валленштейна и шведской армией короля Густава Адольфа.

## Военная ситуация
15 апреля 1632 года Густав Адольф нанес крупное поражение войскам противника на реке Лех (1632). Главнокомандующий силами католиков фельдмаршал Тилли был тяжело ранен фальконетным ядром в правое бедро, отчего и скончался 30 апреля 1632 года в Ингольштадте. Потерпев неудачу со взятием Ингольштадта, Густав Адольф двинулся на юг, без боя занял имперский город Аугсбург и 17 мая беспрепятственно вошел в Мюнхен.
Преемником Тилли стал Альбрехт фон Валленштейн. Весной 1632 года в течение нескольких недель он собрал свежие силы и быстро очистил Чехию от саксонских войск. 4 июня Валленштейн выступил из Праги на Нюрнберг, поставив под угрозу пути снабжения шведских войск, и тем самым предотвратив вторжение Густава Адольфа в Австрию.
Осознав угрозу со стороны Валленштейна, Густав Адольф повернул обратно на север. С частью своих сил (около 18000 человек) он прошел из Альтбайерна к Фюрту, где и встал лагерем за пределами города.  Затем Густав Адольф двинулся через Нюрнберг на Фильзек, имея целью предотвратить присоединение баварских войск к армии Валленштейна, чего ему сделать не удалось. Перед лицом превосходящих сил противника шведские войска были вынуждены отступить к Нюрнбергу и 3 июля встали лагерем к юго-западу от города.
Объединившись по пути в Нойштадт-на-Вальднабе с армией курфюрста баварского, Валленштейн 17 июля достиг Фюрта. Здесь он построил огромный лагерь и расположился в нём.  Валленштейн понимал, что нецелесообразно, несмотря на численное превосходство, атаковать Густава Адольфа в его Нюрнбергских укреплениях. Благодаря стратегическому положению Фюрта ему удалось обложить блокадным кольцом армию Густава Адольфа, создав ей серьезные проблемы со снабжением. Победоносный марш шведских войск был остановлен на шесть недель.
Первые подкрепления к шведским войскам подошли 21 августа через Фюрт. После двухчасовой перестрелки в районе между Вахом и Фюртом имперцы отступили в лагерь Валленштейна, а шведский вспомогательный отряд вошёл в лагерь Густава Адольфа. Основному шведскому подкреплению (24 000  человек) канцлера Акселя Оксенштерна 27 августа удалось совершить прорыв и пройти через Эрлангенский мост к королю Швеции.
1 сентября Густав Адольф обстрелял тремя батареями лагерь Валленштейна, но без особого успеха; также не удалась шведская пехотная атака в 17 часов на Дальнем мосту. Густав Адольф прервал её, прошел маршем в Фюрт, возможно построил один или несколько временных мостов, оседлал ночью Редниц и построил укрепленный лагерь в фюртском Хардхёхе.
Валленштейн ошибочно подозревал в этом движении противника на северо-запад обходную атаку с запада и перебрасывал в ночь на 3 сентября большинство своих войск из Фюрта на западный фланг боевого построения. На самом же деле Густав Адольф планировал дать бой в районе Хайльштеттензидлунг — Эшенау. Он хотел атаковать лагерь Валленштейна.

## Ход сражения

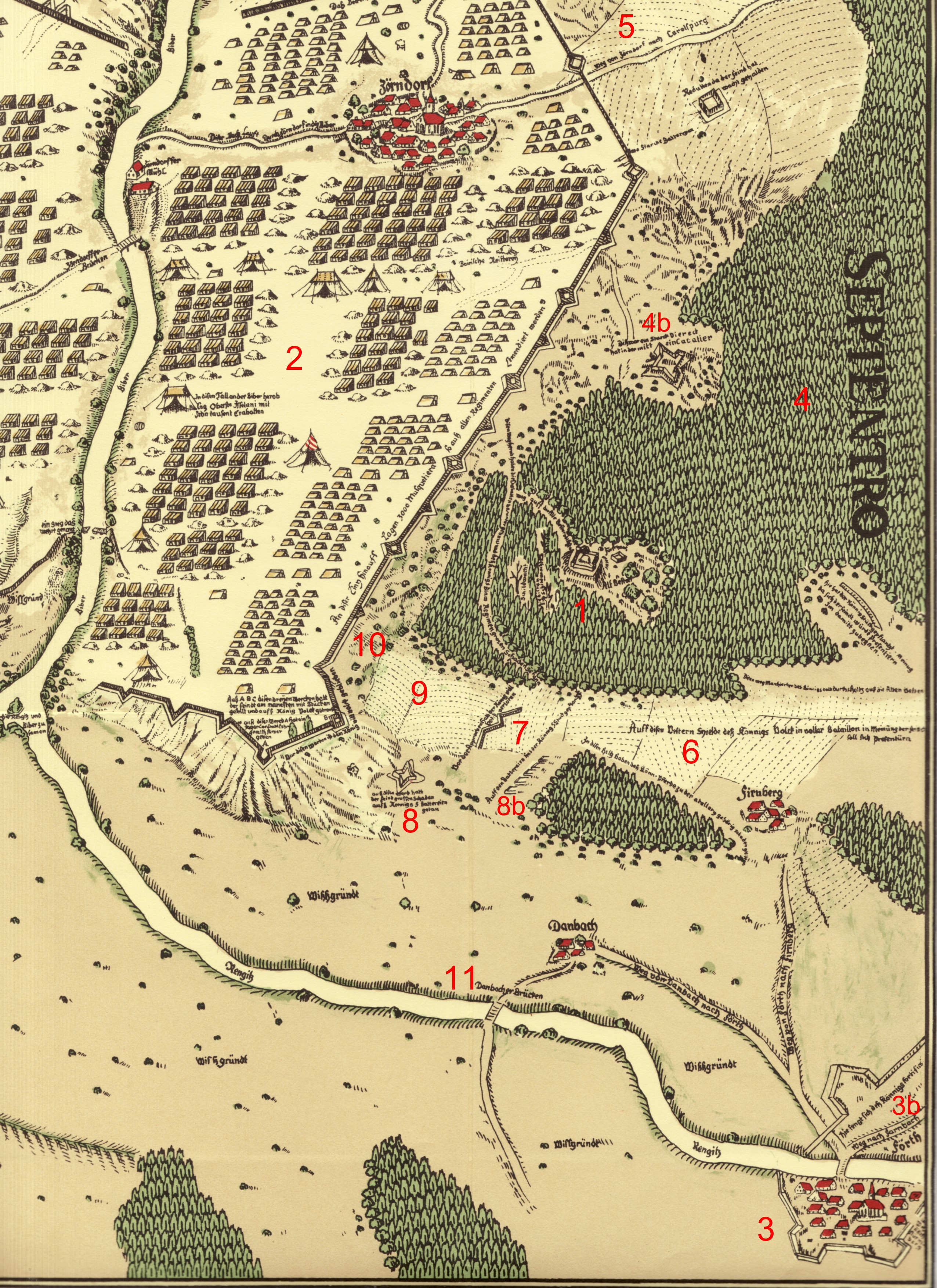
Фрагмент плана лагеря Валленштейна Ганса и Пауля Трекселей. Нюрнберг, 1634 (Легенда А.Мейера):
(1) Альтен-Фесте.
(2) Западная сторона лагеря Валленштейна, в середине Цирндорф.
(3) Фюрт. (3b) Укрепления под Фюртом и лагерь Густава Адольфа.
(4) Розенберг.
(4b) Занятые шведскими войсками артиллерийские шанцы Розенберга.
(5) Предполагаемое построение Валленштейна для сражения.
(6) Построение Густава Адольфа для сражения.
(7) Линия укреплений Валленштейна по нынешней Фуггерштрассе.
(8) Звездчатый редут, имперская батарея которого вела дуэль с (8b) батареей Густава Адольфа.
(9) Наступление левого крыла Густава Адольфа.
(10) Место, в котором левое крыло шведов достигло укреплений лагеря.
(11) Дамбахский мост. Надпись «Septentro» (справа, верхняя половина) = север

Ранним утром 3 сентября шведская армия двинулась из Хардхёхе. С 7 часов начала разворачивать три своих крыла в боевые порядки на поле между Унтерфюрбергом и Дамбахом и начала наступление в 9 часов на фронте в 2,7 километров. Левое крыло у Дамбаха вел лично Густав Адольф. Король ошибочно предположил, что Валленштейн задумал отход, поэтому большую часть кавалерии Густав Адольф послал в направлении Швабаха и Ноймаркта, чтобы сорвать предполагаемый отход своего противника. На самом деле Валленштейн стоял в развернутом боевом порядке с другой стороны лагеря в Оберасбахе и там ждал шведов.
На своем правом крыле шведы наносили удар от Эшенау через высоту Розенберг и взяли артиллерийские шанцы, где они развернули в 250 метрах от лагерных стен свои артиллерийские позиции. Тем не менее, тяжелые орудия было невозможно перевезти через Розенберг. Во второй половине дня Валленштейн усилил стену 3000 мушкетеров, и без тяжелой артиллерии взять её стало невозможно.
Центр и часть левого крыла шведов, в том числе шотландский полк, нанесли удар прямо по расположенным за пределами лагеря сильно укрепленным и оснащенным артиллерией руинам замка Альтен-Фесте, которые использовались противником как бастион. Благодаря фланговым ударом баварской кавалерии и кроатов наступление шведов было остановлено.
Густав Адольф решил ударить на левом фланге на оснащенный артиллерией звездообразный шанец. Прикрытые огнём батареи, шведы атаковали эти позиции под личным руководством Густава Адольфа. Баварские драгуны отбили натиск, но были отброшены финскими рейтерами, ударившими с Дамбахского моста. Следующая фланговая атака 500 фуггеровских кирасир, в свою очередь, была встречена огнём 700 шведских мушкетеров. 
Финны смогли взять переднюю линию и звездный шанец и приготовились наступать на сам лагерь. Но Валленштейн к этому времени вернул в него основную часть своих войск и артиллерии. 
Генеральное наступление шведов по открытому полю с подъёмом в сторону противника началось только в конце дня. Слева передовые части были остановлены артиллерийским огнём. С правой стороны дороги наступление развивалось успешнее. Финны достигли границ лагеря и захватили несколько редутов. Ситуация для Валленштейна стала критической, но наступившие сумерки и непрерывный дождь не давали возможности перебросить тяжелую артиллерию на Розенберг и мешали поджигать фитили мушкетов. Всю ночь с 3 на 4 сентября шведы простояли под проливным дождем на достигнутых ими позициях. Густав Адольф прекратил бой и повел свои войска обратно в лагерь, без каких-либо попыток со стороны Валленштейна контратаковать его.

## Результаты
Потери были довольно низкими, по сравнению с другими сражениями Тридцатилетней войны. Шведы потеряли 1200 убитыми и 200 ранеными, а среди павших было непропорционально большое число офицеров. Императорская армия насчитала 300 погибших и 700 раненых. Поскольку шведы ничего не добились и потеряли ореол непобедимости, битва для Валленштейна стала победной. 
Обе армии страдали от болезней (по-видимому, дизентерии) и проблем со снабжением. Многие солдаты дезертировали, пали тысячи лошадей. Густав Адольф 18 сентября начал отход из своего лагеря. 23 сентября войска Валленштейна также оставили свой лагерь. В процессе отхода они сожгли множество деревень вокруг Нюрнберга.